# Zdzisław Bogucki (stomatolog)
Zdzisław Artur Bogucki – polski stomatolog, dr hab. nauk medycznych, adiunkt Katedry Protetyki Stomatologicznej Wydziału Lekarsko-Stomatologicznego Uniwersytetu Medycznego im. Piastów Śląskich we Wrocławiu.

## Życiorys
15 marca 1996 obronił pracę doktorską Zastosowanie tworzyw miękkich w leczeniu protetycznym, 10 czerwca 2016 habilitował się na podstawie pracy zatytułowanej Kliniczne aspekty stosowania dentystycznych preparatów adhezyjnych u pacjentów z przewlekłą suchością jamy ustnej. Został zatrudniony na stanowisku adiunkta w Katedrze Protetyki Stomatologicznej na Wydziale Lekarskim i Stomatologicznym Uniwersytetu Medycznego im. Piastów Śląskich we Wrocławiu.